# The Beat Goes On (Beady Eye)
The Beat Goes On è una canzone della rock band inglese Beady Eye. Inserita nell'album di debutto della band Different Gear, Still Speeding, è stata confermata come il terzo singolo ufficiale estratto dall'album, con data di uscita del 15 luglio 2011.

## Lista tracce 7" (45 giri)
1. The Beat Goes On – 4:44 (testo: Andy Bell)
2. In the Bubble With a Bullet – 2:57

## Video
Il videoclip è stato realizzato dalla Umbro in collaborazione con il Manchester City. Nel videoclip il gruppo, oltre a cantare il proprio brano, realizza una cover dell'inno dei citizens, "Blue Moon".